# Биарриц — Англет — Байонна
Аэропо́рт Биарри́ц — Англе́т — Байонна́ (фр. aéroport de Biarritz-Anglet-Bayonne) (ИАТА: BIQ, ИКАО: LFBZ) — французский аэропорт, расположенный на территории коммун Англет (90 %) и Биарриц (10 %) в департаменте Атлантические Пиренеи региона Аквитания. Аэропорт был образован в 1950-х годах. Здание аэровокзала, диспетчерский пункт, ангар компании Dassault Aviation и аэроклуб находятся на территории Англет, а западный край взлётно-посадочной полосы — на территории Биаррица.
Аэропорт находится в центре городской агломерации, что встречается довольно редко во Франции, и пассажирам требуется совсем немного времени для поездок между аэропортом и центрами соседних городов.

## История
Земельный участок, на котором расположен аэропорт, был приобретён Генеральным советом департамента Нижние Пиренеи в 1922 году. В годы Второй мировой войны аэродром бомбила авиация союзнических сил; работа была возобновлена в апреле 1954 года. Существующее сейчас здание аэровокзала было введено в строй в 1994 году.
Аэропорт эксплуатируется образованным специально для этих целей смешанным консорциумом, в состав которого входят торгово-промышленная палата Байонны, агломерация Кот-Баск—Адур, департаменты Атлантические Пиренеи и Ланды, а также коммуна Сен-Жан-де-Люз. Президентом консорциума является мэр Биаррица.

## Деятельность аэропорта
В 2012 году аэропорт Биаррица обслужил 1,084 миллиона пассажиров. Прежний рекорд был установлен годом раньше, в 2011 году, когда пассажиропоток составил 1,032 миллиона человек. По размеру пассажиропотока аэропорт Биаррица занимает 19 место во Франции (15-е место в метрополии).
Рост пассажиропотока в 2012 году объясняется открытием новых маршрутов авиакомпаний Ryanair (Манчестер) и Régional (Страсбург), а также появлением новой авиакомпании Volotea, выполнявшей рейсы в Нант и Лилль.
Бурный рост пассажироперевозок привёл к необходимости устройства рулёжных дорожек для упорядочения движения самолётов севернее взлётно-посадочной полосы. При этом существующую длину ВПП (2250 метров) невозможно увеличить более чем до 2500 метров.
На протяжении зимних месяцев (с ноября по март) из аэропорта выполняются рейсы в Париж-Орли, Париж — Шарль-де-Голль, Лион, Марсель, Ниццу, Страсбург, Женеву, Шарлеруа (Брюссель) и Лондон (Станстед).
В течение летнего сезона 2013 года (с марта по октябрь) в аэропорте Биаррица дополнительно выполнялись рейсы в Роттердам, Стокгольм, Лилль, Страсбург, Дублин, Брюссель, Лондон (Гатвик) и Копенгаген.
Основные авиакомпании, выполняющие рейсы в Биарриц: Air France, Hop !, Transavia, Ryanair, EasyJet, Volotea, Scandinavian Airlines System, Thomas Cook и Darwin Airline.
Пассажирам авиакомпании Air France доступны различные международные рейсы при стыковках в аэропорте Париж-Орли. Компания EasyJet также предлагает своим пассажирам множество международных направлений при стыковках в аэропорте Париж — Шарль-де-Голль. Наконец, рейсы в аэропорт Лион-Сент-Экзюпери авиакомпании Hop! (3 рейса в день) позволяют пассажирам продолжить своё путешествие, воспользовавшись пересадкой на вокзале высокоскоростных поездов TGV, расположенном в аэровокзальном комплексе.
Аэровокзальный комплекс в Биаррице позволяет обслуживать примерно 1,4 миллиона пассажиров ежегодно.

## Оснащение аэропорта
- 1 взлётно-посадочная полоса, оснащённая курсо-глиссадной системой по типу «ILS CAT I». Эта система, однако, не позволяет воздушным судам совершать посадку в условиях низкой видимости. Предложение о модернизации КГС до ILS категории CAT III имеет широкую поддержку, но не у местных депутатов, которых останавливает высокая стоимость этого проекта.
- 2 посадочные галереи